# 500px
500px es un servicio de alojamiento de imágenes en línea con sede en Toronto fundado por Oleg Gutsol y Evgeny Tchebotarev el 31 de octubre de 2001. Inicialmente el sitio solo tuvo 1000 usuarios en 2009, pero se expandió y contaba con más de 85.000 en junio de 2011. En ese mismo mes la startup anunció una ronda de financiación de 525.000 dólares con financiación de High Line Venture Capital, Deep Creek Capital y ff Venture Capital.
Para octubre de 2011 los usuarios del sitio habían crecido hasta los 3 millones.
En enero de  2018, tenía  13 millones de usuarios.